# هارسکو
هارسکو (انگلیسی: Harsco) شرکت مهندسی آمریکایی است، که در سال ۱۸۵۳ تأسیس شد.